# Gorée

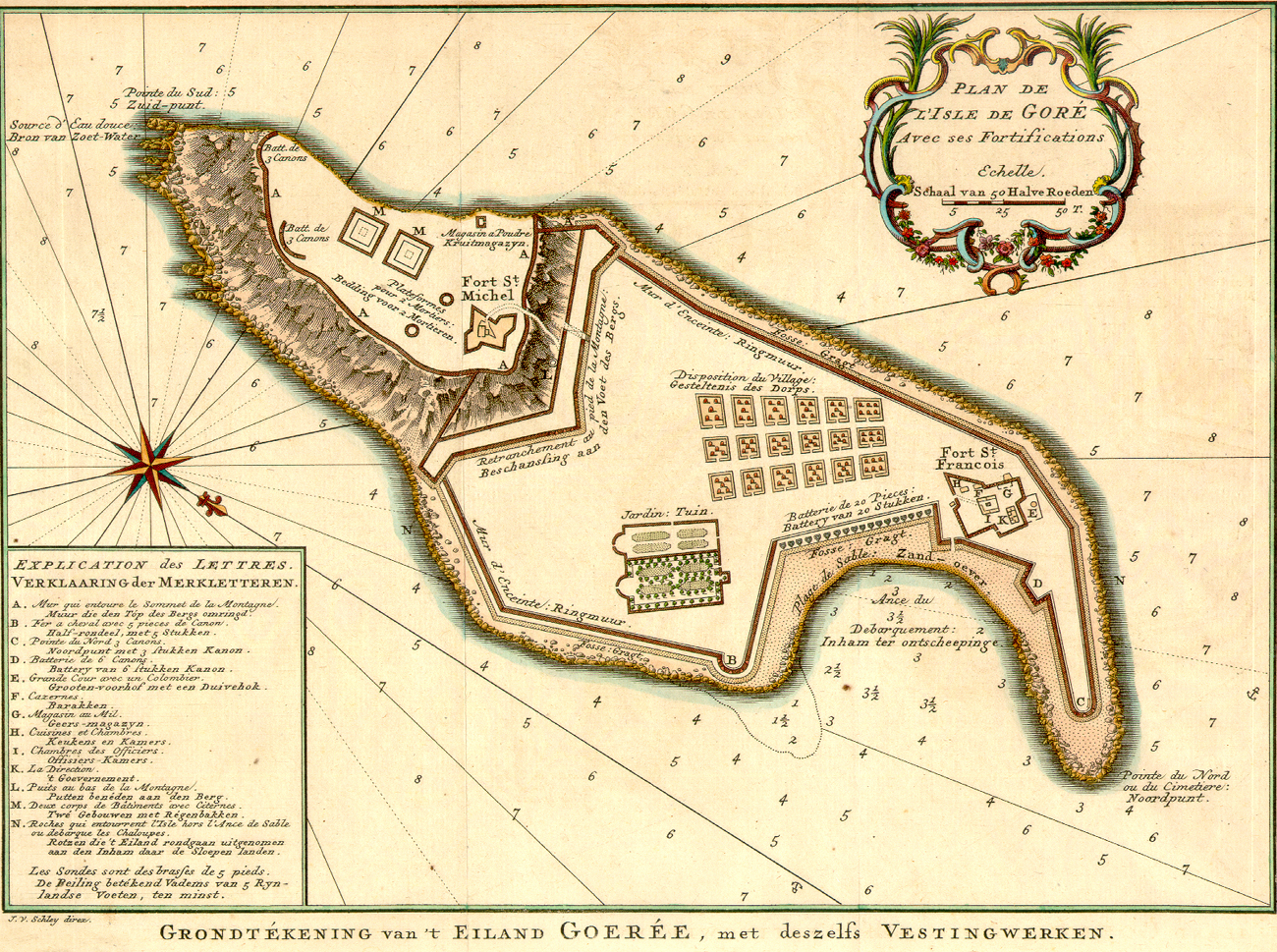
Karta från 1772 över Gorée, framställd av Jacobus van der Schley.

Gorée (Île de Gorée) är en ö utanför Dakar vid Senegals kust, söder om Kap Verde-halvön. Den är mest känd för "Slavarnas hus", den största omlastningsplatsen för människor under slavhandeln från 1400- till 1800-talet.
Gorée blev nederländskt 1617, och var från 1677 den första franska stödjepunkten i Västafrika. Det var under den franska tiden på 1700-talet känd för sin signarekultur, en blandkultur som uppkom genom blandningen av franska män och afrikanska kvinnor, vars avkomlingar kom att utgöra en privilegierad grupp. Efter Dakars grundande 1857 tappade Gorée mycket av sin tidigare betydelse. Gorée styrdes i tur och ordning av Portugal, Nederländerna, Storbritannien och Frankrike, och bebyggelsen karakteriseras av de vackra pastellfärgade husen, inspirerade av Sydeuropas arkitektur. 
Den 8 september 1978 utsåg Unescos världsarvskommitté Gorée till ett av de första tolv världsarven. Turismen är viktig, och det kommer många turister till öns museer och till forten Nassau och Saint-Michel.